# Захват заложников в Луцке
Захват заложников в Луцке произошёл 21 июля 2020 года. Максим Кривош (также известный под псевдонимом Максим Плохой) захватил междугородний автобус с 13 пассажирами. Автобус с заложниками остановился на Театральной площади города Луцка Волынской области Украины. В тот же день после переговоров и  удовлетворения некоторых требований заложники были отпущены, а Максим Кривош помещён под стражу. Ему были выдвинуты обвинения в террористическом акте с захватом заложников, было начато расследование.

## Ход событий

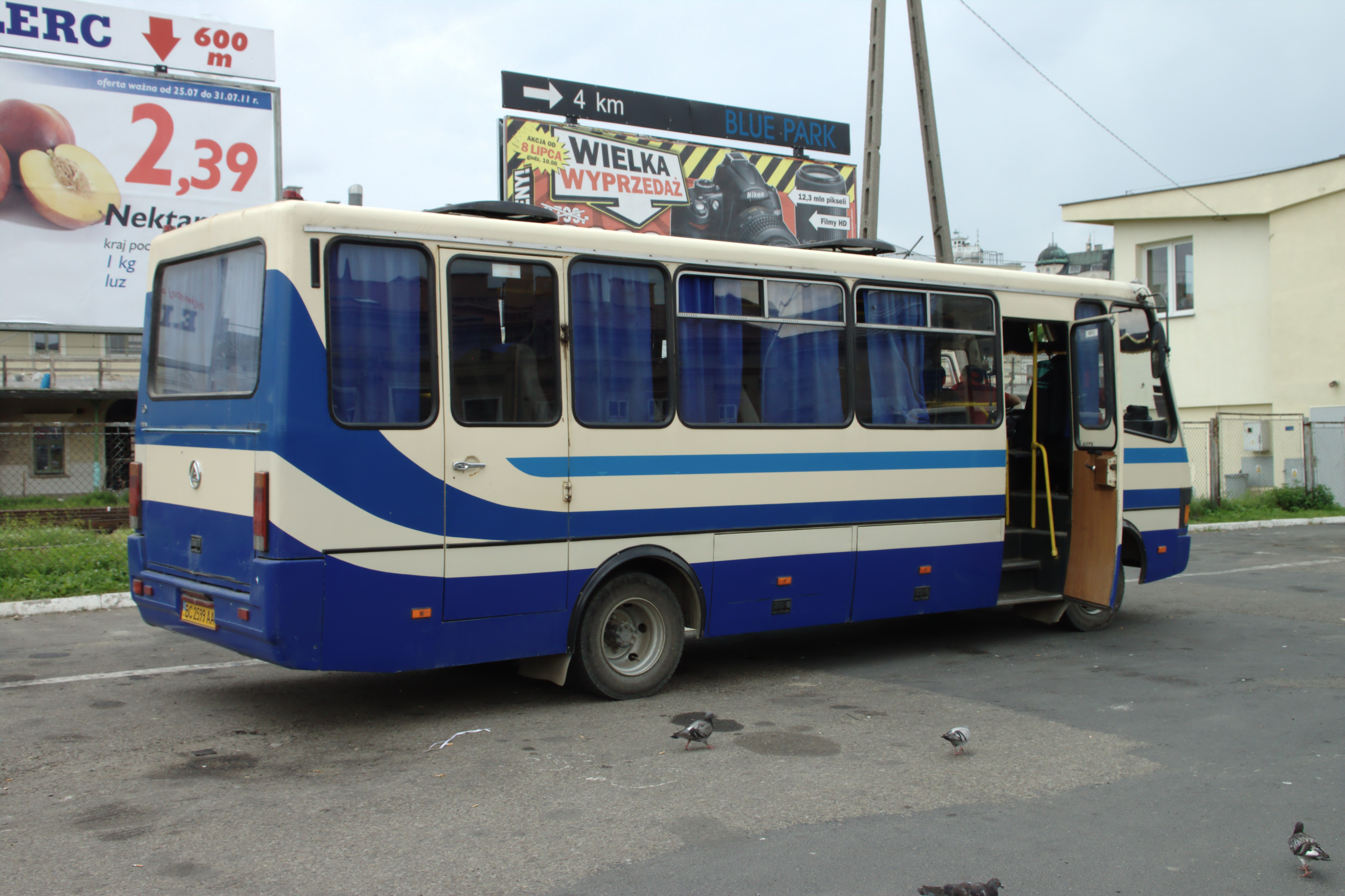
Автобус БАЗ А079 следовал по маршруту Красниловка — Луцк — Берестечко.

Перед захватом автобуса Максим Кривош опубликовал сообщение в Твиттер, где заявил, что государство — это первый террорист и потребовал от первых лиц государства записать видео-заявление о том, что именно они — террористы в законе. Кроме того, он потребовал от Президента Украины Владимира Зеленского записать и опубликовать обращение к жителям с рекомендацией просмотра фильма «Земляне» 2005 года, повествующего о проблеме эксплуатации животных людьми.
Кривош захватил автобус, следовавший из Красниловки в Берестечко через Луцк. При входе в автобус при нём был рюкзак и дорожная сумка. Захваченный автобус остановился на Театральной площади у памятника Лесе Украинке. По словам замминистра внутренних дел Антона Геращенко, захвативший заложников позвонил в полицию в 9:25 утра 21 июля 2020 года и представился Максимом Плохим.
Из-за захвата автобуса центр города был перекрыт правоохранительными органами. К эпицентру событий прибыл БТР Национальной гвардии Украины. Полиция начала операцию «Заложник», а Служба безопасности Украины ввела план «Бумеранг». Следователи Волынской полиции предварительно квалифицировали захват автобуса по статье 147 УК Украины (захват заложников). По первоначальным данным полиции в автобусе находились около 20 человек.
Для координации действий МВД в Луцк выехал министр МВД Арсен Аваков. Президент Украины Владимир Зеленский заявил, что держит ситуацию под контролем и пытается разрешить кризис без жертв.
Главный редактор издания «Цензор.нет» Юрий Бутусов сообщил, что захвативший автобус позвонил ему и потребовал, чтобы к автобусу прибыли журналисты.

По предварительной информации, Кривош произвёл несколько выстрелов по полицейским и бросил в них гранату, которая, однако, не взорвалась. Несколько позже в районе нахождения захваченного автобуса прогремели три взрыва. Вскоре обстрелу подвергся городской офис полиции, в МВД не исключили, что огонь мог вести сообщник террориста.

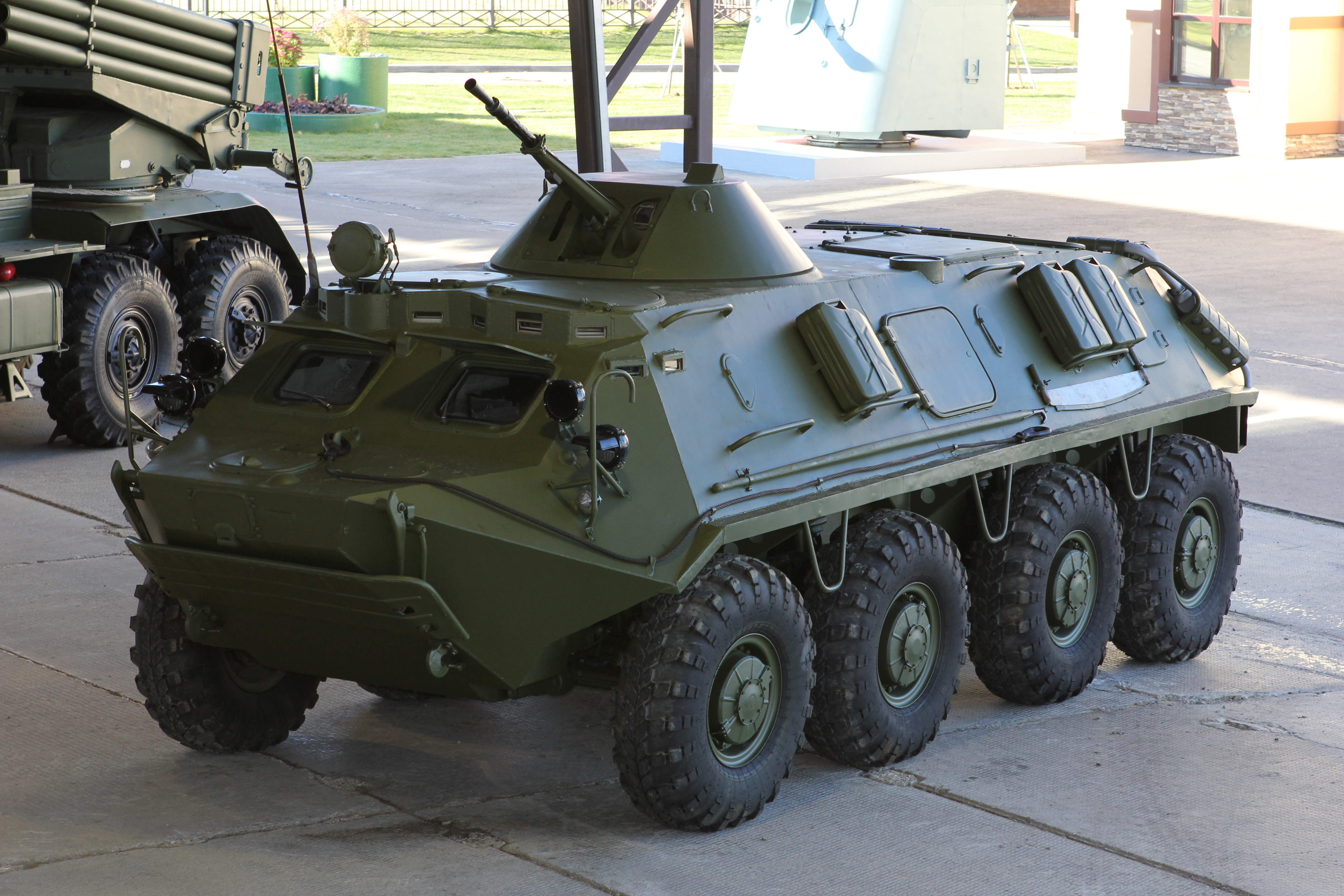
В операции по освобождению заложников участвовал БТР-60 Национальной гвардии Украины

 Наталья Боса, одна из заложниц автобуса, после освобождения рассказывала, что Кривош хорошо относился к заложникам, поздравлял их с днём антисистемы, а в качестве туалета позволял использовать ведро.
К 19:00 террорист разрешил передать заложникам воду. Воду к автобусу отнёс первый заместитель главы Нацполиции Евгений Коваль.
К 21:00 президент Украины Владимир Зеленский переговорил с террористом по телефону около 10 минут, после чего тот освободил троих заложников. Зеленский также выполнил требование террориста, записав ролик на своём официальном фейсбуке с текстом: «Фильм „Земляне“ 2005 года, смотреть всем». Позднее это видео было удалено.
Примерно в 21:46 Кривош вышел из автобуса и около минуты ждал, пока его задержат. После этого спецназ начал штурм автобуса, используя бронетранспортёр и светошумовые гранаты. Все заложники были освобождены, а Кривош — задержан. Заместитель министра внутренних дел Антон Геращенко пояснил, что штурм был предпринят, поскольку правоохранителям не было известно, будет ли Кривош совершать какие-либо действия.
Глава МВД Украины Арсен Аваков сообщил, что в Харькове был задержан сообщник террориста.

## Нападавший
Нападавший — 44-летний Максим Степанович Кривош (псевдоним Максим Плохой). Родился 6 ноября 1975 года в городе Гай Оренбургской области РСФСР. Отец, Степан Максимович Кривош, доцент политехнического института, автор патента на изготовление коллектора электрической машины и метода закалки кольцеобразных деталей. Мать погибла в 2013 году в автокатастрофе. Кроме того, у Максима есть брат Богдан. В 2005 году у Максима Кривоша родился сын.
Максим Кривош был дважды судим за бандитизм, разбой, вымогательство, мошенничество, незаконное хранение и ношение оружия. Пребывая в заключении, получил два высших образования по специальностям «юрист» и «психолог».
В 2014 году опубликовал в издательстве «ВолиньПолиграф» книгу «Философия Преступника», где описал своё философское мировоззрение, подкреплённое примерами из его жизни и жизни других людей.
Как волонтёр, занимался помощью домашним животным в Дубно.

## Следствие и суд
После ареста террориста ему было предъявлено обвинение по четырём статьям Уголовного кодекса: захват заложников, незаконное обращение с оружием, посягательство на жизнь работника правоохранительного органа, террористический акт.
Впоследствии Кривош заявил, что первоначально планировал захватить луцкий Кафедральный собор Святой Троицы ПЦУ  .
Судебно-психиатрическая экспертиза показала, что Кривош вменяем. 26 сентября 2022 года Луцкий горрайонный суд приговорил Кривоша к 13 годам лишения свободы с конфискацией имущества. Вину он не признал, но от апелляции отказался.